# Mezzanino
Mezzanino (lombardul: Msanén) település Olaszországban, Lombardia régióban, Pavia megyében. Lakosainak száma 1323 fő (2023. január 1.). Mezzanino Casanova Lonati, Verrua Po, Albaredo Arnaboldi, Linarolo és Travacò Siccomario községekkel határos.

## Népesség
A település lakossága az elmúlt években az alábbi módon változott:
| Lakosok száma | 1405 | 1369 | 1323 |
|               | 2017 | 2018 | 2023 |